# Аддалачченай-17
Грама Ніладхарі Аддалачченай-17 (№ AD/30B/3) — Грама Ніладхарі підрозділу ОС Аддалачченай, округ Ампара, Східна провінція, Шрі-Ланка.

## Демографія
| Населення (2007) | Населення (2007) | Населення (2007) | Населення (2007) | Населення (2007) |
| Населення        | Чоловіки         | Жінки            | Діти             | Дорослі          |
| ---------------- | ---------------- | ---------------- | ---------------- | ---------------- |
| 973              | 475              | 498              | 407              | 566              |